# Samfya
Samfya è un comune dello Zambia, parte della Provincia di Luapula e capoluogo del distretto omonimo. Amministrativamente la città è formata dall'unione di numerosi comuni dell'area.